# دوري كرة القدم الأمريكية 1967–68
دوري كرة القدم الأمريكية 1967–68 هو موسم من دوري كرة القدم الأمريكية ‏. فاز فيه Philadelphia Ukrainians ‏.